# Marcelo Vidal
Marcelo Leonel Vidal (Buenos Aires, Argentina, 15 de enero de 1991) es un futbolista argentino que juega como volante 
Jugó en la cantera de Independiente desde los 9 años y en 2013 fue promovido al plantel mayor.

## Biografía
Se inició en las inferiores de Independiente donde comenzó su carrera en 2011. Sin embargo, no debutó hasta un año después en el partido de verano en enero de 2013 frente a River Plate.
Nunca pudo explotar bajo las órdenes de los entrenadores previos a Omar De Felippe, que solían utilizar a Reinaldo Alderete, Franco Razzoti o a Fabián Vargas en su posición de 5. Antes de ser promovido al plantel mayor alternaba los partidos de las inferiores y de la reserva, donde se destacó con su buena pegada que era aprovechada para los tiros libres. Finalmente debutó con el plantel mayor en un partido puntuable contra Aldosivi el 17 de agosto de 2013, en la tercera fecha correspondiente a la Primera B Nacional 2013/14, que fue la primera temporada disputada por Independiente desde su ascenso a Primera en 1912.
Marca su primer gol profesional en la misma temporada contra Gimnasia de Jujuy, que le valió la victoria por la mínima diferencia a su equipo. Fechas más tarde marcaría su segundo gol ante Patronato de Paraná, tras un gran tiro libre ejecutado desde la mitad de la cancha. Su tercer gol lo hizo frente a Sportivo Belgrano desde afuera del área al finalizar el primer tiempo. Logró ser titular indiscutido, y se afianzó en el puesto gracias a su capacidad y a la confianza obtenida por el DT.
A comienzos de 2015, firmó para Olimpo, en busca de la continuidad que no le había dado Jorge Almirón. En el aurinegro tras un año en el equipo volvió al rojo quien era el dueño de su pase. Sabiendo que no sería tenido en cuenta por el DT Pellegrino, el 14 de enero rescindió su contrato para luego firmar con el Juventud Unida Universitario durante el primer semestre de 2016. Pero debido a una inhibición al club, no pudo disputar ningún partido y volvió a Independiente para el segundo semestre de 2016.
En el segundo semestre de 2016 es tenido en cuenta por el profesor Ricardo Lunari para la plantilla del Blooming boliviano, en donde permanece un año, para luego marchar al Renofa Yamaguchi FC de Japón, en donde permaneció hasta el final de la temporada 2017. Para el primer semestre del 2018 permanece sin equipo hasta su incorporación al Unión Magdalena de la Primera B de Colombia durante el segundo semestre del 2018, a pedido del técnico Harold Rivera. En este equipo consigue el ascenso a la Primera A del Fútbol Profesional Colombiano. En este 2019 decide irse a préstamo para tener más continuidad, y vuelve a la B de Colombia, cedido al Bogotá Fútbol Club.dirigido por el exfutbolista, Jairo Patiño

## MClubes
| Club                                        | País      | Año       |
| ------------------------------------------- | --------- | --------- |
| Independiente                               | Argentina | 2013-2014 |
| Olimpo                                      | Argentina | 2015      |
| Independiente                               | Argentina | 2016      |
| Blooming                                    | Bolivia   | 2016-2017 |
| Renofa Yamaguchi FC                         | Japón     | 2017      |
| Unión Magdalena                             | Colombia  | 2018      |
| Bogotá Fútbol Club                          | Colombia  | 2019      |
| Argentino de Quilmes                        | Argentina | 2020      |
| Cobán Imperial                              | Guatemala | 2020-2021 |
| Argentino de Quilmes                        | Argentina | 2021-2022 |
| Club Social y Deportivo Merlo               | Argentina | 2022      |
| Club Atlético Liniers                       | Argentina | 2022-2023 |
| Club Atlético Social y Deportivo Camioneros | Argentina | 2023-2024 |
| Club Atlético de Marbella                   | España    | 2024      |
| Santa domenica vittoria                     | 🇮🇹 Italia | 2024-2025 |